# Primo amore (película de 1959)
Primo amore («Primer amor» en español) es una película de drama romántico italiana de 1959 dirigida por Mario Camerini y protagonizada por Carla Gravina.

## Reparto
- Carla Gravina como Betty Hauptmann.
- Lorella De Luca como Francesca.
- Raf Mattioli como Piero.
- Geronimo Meynier como Luigi Lojacono, alias Giggi.
- Christine Kaufmann como Silvia.
- Luciano Marin como Marco.
- Paola Quattrini como Andreina Palazzi.
- Marcello Paolini como Lello Amaduzzi.
- Nicolò De Guido como Enrico Boschetti.
- Katie Boyle como Srta. Luciana.
- Luciana Angiolillo como Anna.
- Mario Carotenuto como Armando Amaduzzi.
- Emma Baron como Srta. Maria Lojacono.
- Barbara Florian como Daniela Fabbri.
- Carlo Giuffré como Michele Lojacono.
- Salvo Libassi como Dr. Arrigo Lojacono.
- Mario Pisu como Paolo.
- Edoardo Toniolo como Pietro.
- Raimondo Van Riel como Profesor Palazzi.
- Mario Meniconi como Portero.
- Fabrizio Capucci como Amigo de Marco.
- Gian Paolo Rosmino como Pino.
- Nietta Zocchi como Teresa.

## Distribución
Permiso de proyección pública con visa n. 28 421 del 7 de enero de 1959, se estrenó en los cines entre enero y febrero de ese año.

## Recepción
«[...] Primo amore es una película educada y alegre. El director tuvo la sensatez de no asumir problemas de mendicidad, de no querer simular ansiedades y preocupaciones por el destino de los jóvenes de hoy».
Leo Pestelli en las páginas de La Stampa, 5 de febrero de 1959